# سونجونگ، پادشاه گوریو
پادشاه سونجونگ (حکومت ۱۰۸۳ - ۱۰۹۴) سیزدهمین پادشاه گوریو بود. او پسر مونجونگ و برادر کوچکتر سونجونگ بود. او از سال ۱۰۸۳ تا سال ۱۰۹۴ به عنوان پادشاه گوریو حکومت کرد.